# سیمونه بندیتی
سیمونه بندیتی (انگلیسی: Simone Benedetti؛ زادهٔ ۳ آوریل ۱۹۹۲) بازیکن فوتبال اهل ایتالیا است.
از باشگاه‌هایی که در آن بازی کرده‌است می‌توان به باشگاه فوتبال اینتر میلان، باشگاه فوتبال اسپتزیا، باشگاه فوتبال تورینو، باشگاه فوتبال ویرتوس انتلا، باشگاه فوتبال باری، باشگاه فوتبال پادوا، و باشگاه فوتبال کالیاری اشاره کرد.
وی همچنین در تیم‌های ملی فوتبال زیر ۱۶ سال ایتالیا، زیر ۱۷ سال ایتالیا، زیر ۱۸ سال ایتالیا، زیر ۱۹ سال ایتالیا، و زیر ۲۰ سال ایتالیا بازی کرده‌است.